# Héctor Luis Morales Sánchez
Héctor Luis Morales Sánchez (Tamuín, 12 de septiembre de 1954) es un sacerdote y obispo mexicano, que se desempeña Obispo de Nezahualcóyotl.

## Biografía

### Primeros años
Héctor Luis nació el día 12 de septiembre de 1954, en Tamuín, San Luis Potosí, México.

### Sacerdocio
Fue ordenado sacerdote el 17 de enero de 1979.

## Episcopado

### Obispo Prelado de Huautla

#### Nombramiento
El 15 de octubre de 2005, el papa Benedicto XVI lo nombró 2° Obispo Prelado de Huautla.

#### Ordenación Episcopal
Fue consagrado el 17 de enero de 2006, a manos del por entonces Arzobispo de Antequera (Oaxaca), José Luis Chávez.
Sus co-consagradores fueron su predecesor el Obispo Prelado Emérito de Huautla, Hermenegildo Ramírez MJ y el por entonces Obispo de Ciudad Valles, Roberto Octavio Balmori Cinta MJ.

### Obispo de Nezahualcóyotl
El 7 de enero de 2011, el papa Benedicto XVI lo nombra como 4° Obispo de Nezahualcóyotl.
- Datos: Q1642815
- Multimedia: Héctor Luis Morales Sánchez / Q1642815